# Let's Go (So We Can Get Back)
Let's Go (So We Can Get Back): A Memoir of Recording and Discording with Wilco, Etc. är en memoarbok av den amerikanske musikern och frontmannen i rockmusikgruppen Wilco, Jeff Tweedy. Boken publicerades den 13 september 2018 av Dutton Books, en del av Penguin Publishing Group.. Den  fick goda recensioner och fick plats på Pitchforks lista "The Best Music Books of 2018" och Rolling Stone's lista "The Best Music Books of 2018".